# Курапово (Липецкая область)
Кура́пово — село Троекуровского сельсовета Лебедянского района Липецкой области.

## Население
| 2010 |
| ---- |
| 347  |

## Расположение
Располагается на берегу реки Красивой Мечи в Лебедянском районе.

## История села
Курапово возникло на рубеже XVII—XVIII веков. Первое упоминание о селе относится примерно к 1782 году. Раньше здесь находилось маленькое село Кураповка. Название, возможно, по фамилии Курапов.
В 1862 году Курапово — казённое и владельческое село, состоявшее из 35 дворов с населением в 200 человек мужского пола и 190 — женского. Действовала своя мельница. В 1891 году в селе была основана земская школа (в некоторых источниках — училище) с библиотекой при ней.

## Церковь
В 1859 году в Курапово на собранные прихожанами средства была построена одно-престольная церковь Архангела Михаила. В связи с этим за селом закрепляется второе название — Архангельское. Сельская полуразрушенная церковь Михаила Архангела в настоящее время приспособлена под сельский клуб. С 2010 клуб закрыт, местная администрация обещает восстановить церковь В 2014 году началась реставрационная работа на средство жителей села.

## Достопримечательности
К основным достопримечательностям села Курапово можно отнести каменную церковь Архангела Михаила, краснокирпичное здание земской школы, остатки Кураповской ГЭС на реке Красивая Меча и выходы известняковых плит на противоположном берегу (в народе называемые «Кураповские скалы»).

## Известные люди
Григорьев Борис Николаевич (1942 г. р.) — писатель, полковник ГРУ в отставке.